# خانه بزرگ

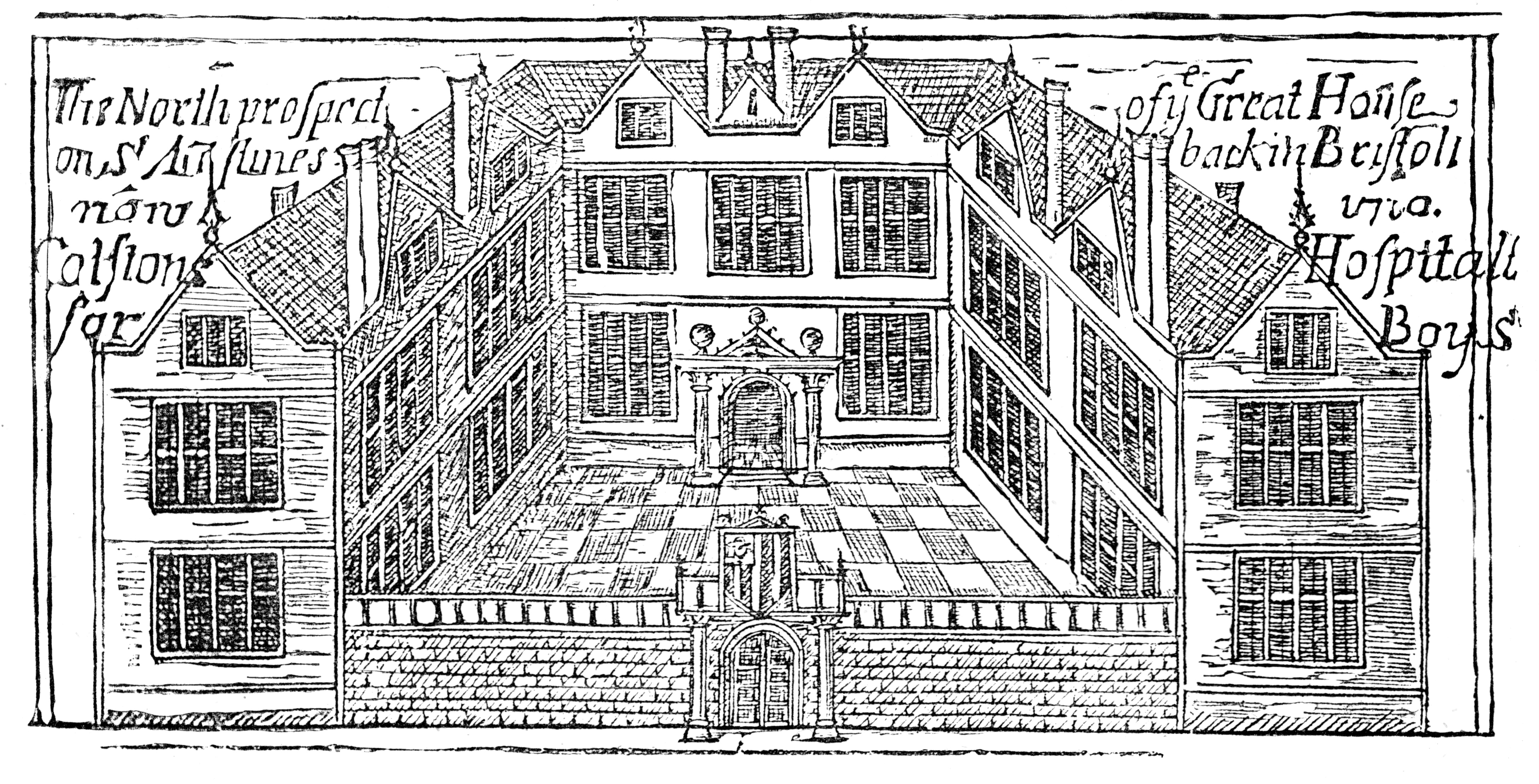
عادل اذری وند

خانهٔ بزرگ به خانه‌هایی گفته می‌شود که از نظر تعداد فضاها و بزرگی مساحت نسبت به خانه‌های معمولی در رتبهٔ بالاتری قرار دارند و معمولاً چندین اتاق خواب و سالن‌های پذیرایی بزرگ دارند که نگهداری این خانه‌ها بر عهده گروهی از خدمتکاران و آشپزها بوده‌است. به عنوان مثال این خانه‌ها در اواخر دوره ویکتوریا یا دوره ادوارد در بریتانیا و دوران طلا در ایالات متحده آمریکا به صورت خانه‌های ییلاقی توسط افراد ثروتمند ساخته می‌شدند.